# 上贝蒂沃
上贝蒂沃（Overbetuwe）是荷蘭的一個市镇，在行政區劃上屬於海爾德蘭省。上贝蒂沃設立於2001年1月1日，由市镇埃尔斯特（Elst）、海特伦（Heteren）和法尔堡（Valburg）合併而成，其中行政中心位於埃爾斯特。

## 外部連結
- 维基共享资源上的相關多媒體資源：上贝蒂沃
- Official website（页面存档备份，存于）